# Adolf Schaube
Adolf Schaube (* 16. Dezember 1851 in Ober Peilau, Landkreis Reichenbach, Provinz Schlesien; † 26. Juli 1934) war ein deutscher Gymnasiallehrer und Abgeordneter des Preußischen Abgeordnetenhauses. Als Historiker schrieb er insbesondere über mittelalterliche Wirtschafts- und Handelsgeschichte. 

## Leben
Schaube besuchte das Gymnasium im oberschlesischen Ratibor. Nach seinem Studium lehrte er ab 1877 zunächst am Gymnasium in Hirschberg im Riesengebirge und ab 1889 am Gymnasium im niederschlesischen Brieg. 
Schaube veröffentlichte verschiedene Schriften zur mittelalterlichen Wirtschafts- und Handelsgeschichte. Neben Monographien verfasste er zahlreiche Zeitschriftenbeiträge, insbesondere zur Geschichte des Handels und des Handelsrechts in den Jahrbüchern für Nationalökonomie und Statistik, der Zeitschrift für das gesamte Handelsrecht und Wirtschaftsrecht sowie der Vierteljahrschrift für Sozial- und Wirtschaftsgeschichte. Außerdem schrieb er über regionalgeschichtliche Aspekte Schlesiens. Während des Ersten Weltkriegs  veröffentlichte Propagandaschriften zu Ehren Paul von Hindenburgs und Wilhelms II.
Von 1899 bis 1918 war er Mitglied im Preußischen Abgeordnetenhaus. Er war freikonservativ und vertrat den Wahlkreis Ohlau-Brieg.

## Schriften (Auswahl)
- Das Konsulat des Meeres in Pisa: ein Beitrag zur Geschichte des Seewesens, der Handelsgilden und des Handelsrechts im Mittelalter. Berlin, 1888 Digitalisat
- Handelsgeschichte der romanischen Völker des Mittelmeergebiets bis zum Ende der Kreuzzüge. München, 1906 Digitalisat
- Urkundliche Geschichte der Gründung und ersten Entwicklung der deutschen Stadt Brieg. Breslau, 1934